# Turistická značená trasa 1899
 Turistická značená trasa 1899 je 1 km dlouhá modře značená trasa Klubu českých turistů v okrese Semily spojující turistické trasy v úbočí Lysé hory. Její převažující směr je severozápadní. Trasa se nachází na území Krkonošského národního parku.

## Průběh trasy
Turistická trasa má svůj počátek v jihovýchodním svahu Lysé hory na rozcestí se zeleně značenou trasou 4278 z Horních Míseček do Harrachova. Rozcestí se nachází pod lanovou dráhou Rokytnice nad Jizerou - Lysá hora. Trasa stoupá lesem po pěšině k severozápadu, kříží sjezdovku a končí na rozcestí pod spočinkem Lysé hory Zadní Plech se žlutě značenou trasou 7307 z Rokytnice nad Jizerou na Voseckou boudu.